# Cichorium glandulosum
Cichorium glandulosum, biljna vrsta u porodici Asteraceae, vrsta je vodopije koja raste u Anatoliji, Iranui Armeniji. 
Cichorium glandulosum česti je tradicionalni ujgurski lijek koji može čistiti jetru i djelovati kao sredstvo protiv žuči, jača želudac, pospješuje probavu, potiče diurezu i smanjuje edem.